# Percina macrolepida
Percina macrolepida är en fiskart som beskrevs av Stevenson, 1971. Percina macrolepida ingår i släktet Percina och familjen abborrfiskar. Inga underarter finns listade i Catalogue of Life.